# 프로타고라스 (대화편)

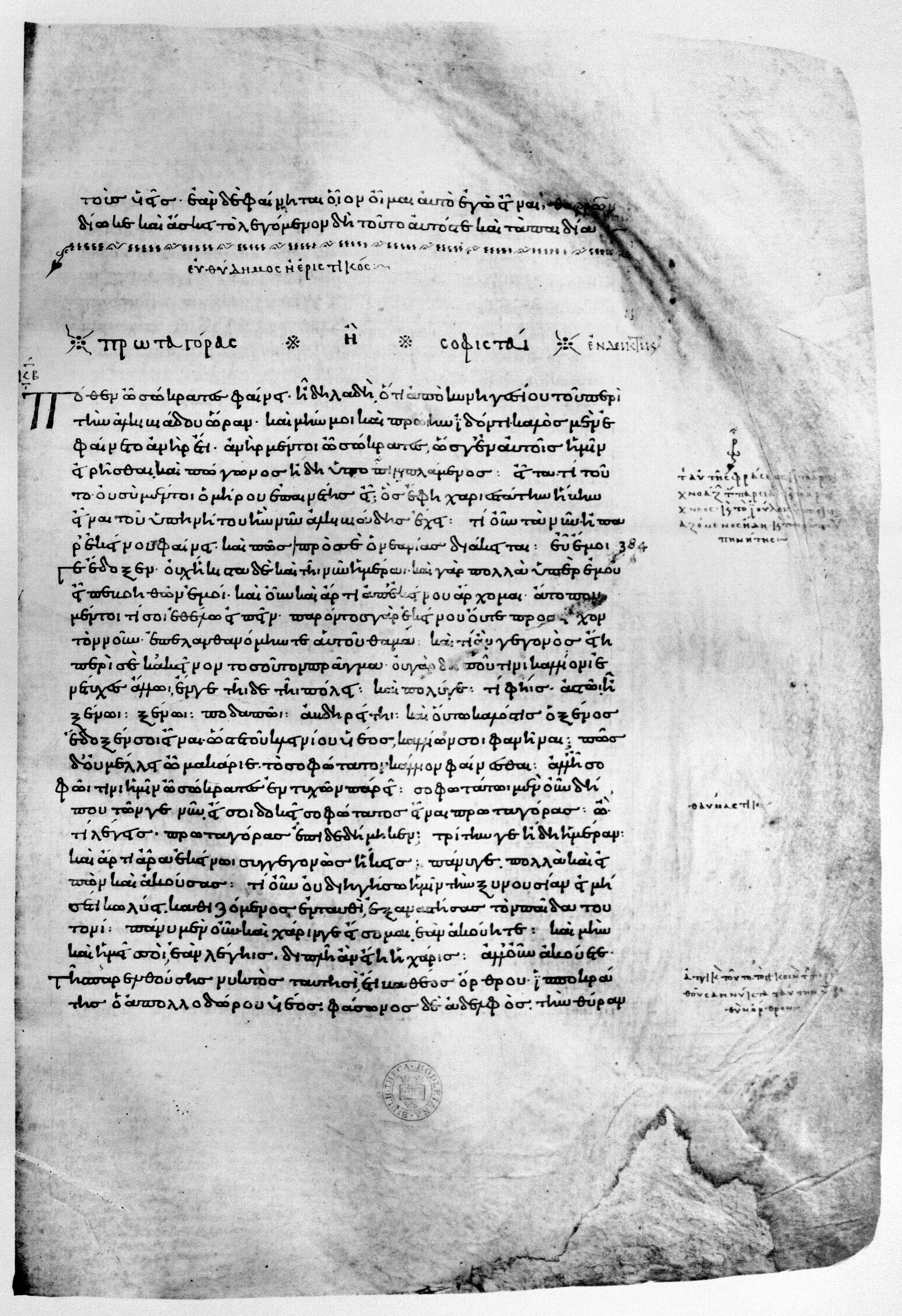

《프로타고라스》는 플라톤의 초기 대화편의 하나이다.

## 개요
이 글은 소피스트로서 유명한 프로타고라스와 소크라테스와의 덕(德)에 관한 대화이다. 덕이란 무엇이며 과연 덕은 가르쳐질 수 있는 것일까라는 문제가 음미된다.
소크라테스는 절제·경건·용기·정의·지혜라고 하는 여러 가지 덕이, 그것들이 정말로 덕이라고 할 수 있는 공통된 덕의 본질을 문답 형식으로 탐구해 나간다. 만약 이러한 여러 덕의 본질이 지식임을 안다면 덕은 가르쳐진다고 해도 좋으며, 덕은 지식이라는 것을 입증하려고 한다. 한편 프로타고라스는 덕은 가르쳐지는 것이라고 하면서도 소크라테스가 주장하는 덕이 지식이라는 점을 부정하려고 안간힘을 쓴다. 프로타고라스는 정의·용기·절제 등 여러 덕이 마치 얼굴 가운데서 코나 눈이나 입처럼 각각 다른 것이라 한다. 그러나 소크라테스는 그렇다면 경건한 태도를 갖지만 바르게 행동하지 않는다든지, 지혜롭지는 못하지만 사려가 깊다고 하는 일이 일어난다고 반론한다. 그러나 이러한 여러 가지 덕이 황금의 일부분처럼 동일하다고 한다면 용기·절제·경건 등등으로 구별되는 것은 무엇에 의해서인가. 결론으로서는 충분히 만족할 만한 해답을 얻을 수가 없었다. 그럼에도 불구하고 "덕은 지식이지 않느냐, 그러므로 가르쳐지는 것이 아닌가"라는 암시가 전체를 통하여 풍기는 것을 볼 수가 있다. 아리스토텔레스는 말하기를, 소크라테스는 "보편적인 것을 추구하여, 정의(定義)에 마음을 쏟았다"라고 하였는데 이 경우 그 보편적인 것에 해당하는 것이 소크라테스가 말한 지식이라 해도 좋다. 그가 말하는 지식이란 머리에서 생각만 하는 이론적인 지식은 아니다. 그것을 가지면 악을 저지를 수 없는 체득적(體得的) 지식이라 하겠다. 그러한 지식을 얻는 것이 덕이며 사람들의 행복으로 연결되어 간다고 하는 소크라테스의 이른바 "지(知)는 덕(德)"이며 "덕이 있는 사람은 행복하다"라는 윤리가 이 대화편에 암시되어 있다고 해도 좋을 것이다.

## 등장인물
- 소크라테스 · 무명친구
- 프로타고라스 · 프로디코스 · 히피아스 · 히포크라테스 · 알키비아데스 · 칼리아스 · 크리티아스

## 대화시기와 장소
- 대화시기: 기원전 약 433년
- 대화장소: 칼리아스의 집

## 대화의 형식
- 아테네를 방문하여 칼리아스의 집에 묵고 있는 프로타고라스를 소크라테스가 찾아가 그곳에 모여 있는 여러 사람들을 청중으로 프로타고라스와 소크라테스 자신 사이에 있은 대화를 무명친구에게 이야기해 주는 이른바 틀대화이다.

## 대화의 주제
- 덕을 가르칠 수 있는가?

## 읽어보기
- 《플라톤의 프로타고라스/ 라케스/ 메논 - 원제 Platonis Opera 3》, 박종현(옮김), 서광사, 2010.
- 《프로타고라스 - 원제 Protagoras 정암학당 플라톤 전집 12》, 강성훈(옮김), 이제이북스, 2012.
- 《고르기아스 / 프로타고라스 - 소피스트들과 나눈 대화 원제 Gorgias Protagoras》, 천병희(옮김), 도서출판 숲, 2014.